# Hanleya tropicalis
Hanleya tropicalis är en blötdjursart som beskrevs av Dall 1881. Hanleya tropicalis ingår i släktet Hanleya och familjen Hanleyidae. Inga underarter finns listade i Catalogue of Life.